# Goffredo II di Preuilly
Goffredo II di Preuilly, detto anche Geoffroy e noto altresì come Guy de Prévilly (intorno al 1015 – Angers, 5 aprile 1067), fu signore di Preuilly e d'Almodis, detta di Bloisè. La tradizione gli attribuisce l'invenzione dei tornei medievali.

## Biografia
Suo padre fu Goffredo I di Preuilly (circa 985 - dopo il 1030); a sua volta da Ameline de Blois ebbe un figlio dal suo stesso nome Goffredo (III), da cui discesero i conti di Vendôme. Tra le cariche da lui rivestite vi fu quella di tesoriere di Saint-Martin de Tours (dal 1047 fino alla morte). Morì nel corso delle lotte tra Goffredo III "il Barbuto" e Folco IV "il Rissoso".
L'attribuzione dell'invenzione dei tornei risale a Du Cange s.v. Torneamentum. Sembra che tali pratiche esistessero già da tempo, e che il Prévilly si sarebbe limitato a fissarne le regole.
(Charles du Fresne Du Cange, Glossarium mediae et infimae latinitatis, 1688)